# 四光峰
四光峰（Siguang Ri）是中國西藏喜馬拉雅山脈馬哈蘭格·喜瑪爾的一座山峰。
四光峰海拔7,308公尺（23,976 英尺），是地球上第83高峰，位於世界第六高峰卓奧友峰東北方約6公里處。

## 山峰
Siguang Ri Shar 28°09′N 86°43′E / 28.150°N 86.717°E (6998m, 地形突起度 = 398m)

Siguang Ri Northwest 28°10′N 86°39′E / 28.167°N 86.650°E (6840m, 地形突起度 = 340m)